# Pablo Bruna
Pablo Bruna (Daroca, 22 giugno 1611 – Daroca, 27 giugno 1679) è stato un compositore e organista spagnolo.

## Biografia
Nato nel 1611, Pablo Bruna era il secondo dei dieci figli di Blas Bruna e Maria Tardez. Intorno ai cinque o sei anni divenne cieco a causa di una malattia, ma ciò non gli impedì di studiare musica. Nel 1627 divenne organista della Collegiata di Santa Maria Maggiore di Daroca, ma ricevette ufficialmente il titolo solo nel 1631, ricoprendo quel ruolo fino alla morte, avvenuta nel 1679.
Nel 1669 fu nominato maestro di cappella in sostituzione di Juan Baraza, rimanendo in carica fino al 1677. Morì a Daroca, dove trascorse tutta la vita, nel 1679.
Benché oggi sia poco conosciuto, la sua fama in vita fu enorme. I re Filippo IV e Carlo II si recarono a Daroca per ascoltarlo, e il capitolo della Basilica di Nostra Signora del Pilar di Saragozza lo chiamò come organista nel 1639, ma Bruna rifiutò l'incarico.
Sono sopravvissuti fino a oggi 32 sue composizioni, per la maggior parte in forma di tiento.